# Ananke (divinità)

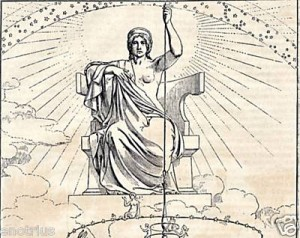
Ananke in un'illustrazione moderna nella Repubblica di Platone

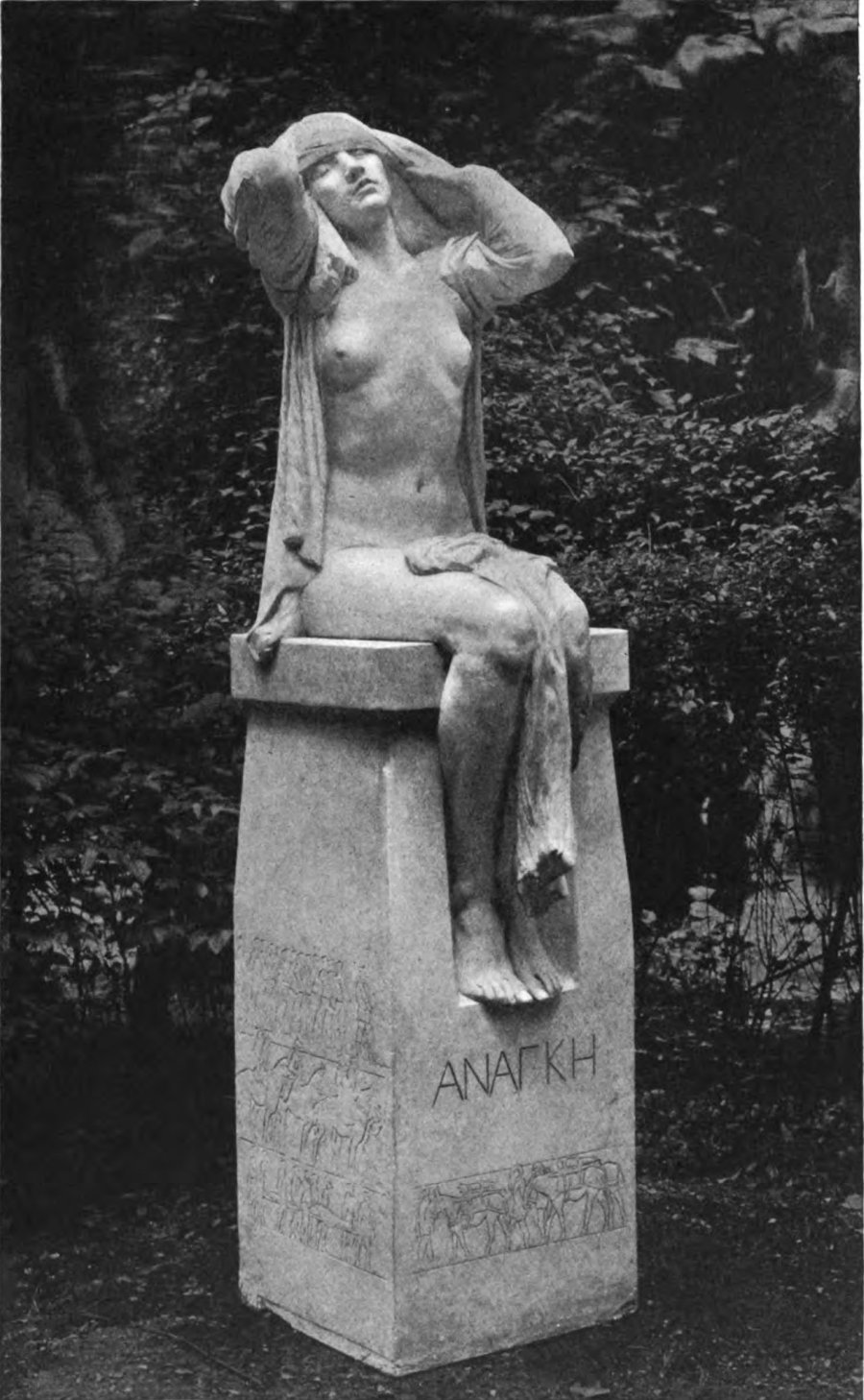
Ananke (Destiny), opera di Gilbert Bayes

Ananke (in greco antico: Ἀνάγκη?, Anánkē), nella religione greca antica, è la dea del destino, della necessità inalterabile e del fato.

## Etimologia
Il termine ananke deriva dal greco antico: ἀνάγκη?, anánkē, (ionico ἀναγκαίη, anankàiē), con il significato di necessità, inevitabilità, costrizione. Omero lo utilizza come sinonimo di necessità (in greco antico: ἀναγκαίη πολεμίζειν?, anankàiē polemízein, "è necessario combattere") o forza (in greco antico: ἐξ ἀνάγκης?, ex anánkēs, "per forza").
La personificazione di anánkē compare per la prima volta in Parmenide, "dove si hanno ragioni per pensare a un influsso orfico".
Nella letteratura tale parola è utilizzata anche col significato di Fato o Destino (ἀνάγκη δαιμόνων anankàiē daimònōn, "fato dovuto a demoni o dèi"), quindi, per estensione, costrizione o punizione dovuta a un ente superiore. In poesia il termine è spesso utilizzato come per le personificazioni, come usa Simonide: "neanche gli dei combattono contro ananke".
Nell'uso filosofico, il termine significa necessità, necessità logica o leggi della natura.

## Il mito
Era adorata raramente al di fuori dei culti misterici. Era invece una divinità primigenia nella cosmogonia orfica.
Secondo Damascio (frammento orfico n. 54) ed Empedocle (frammento orfico epicureo) nacque dall'unione tra la Terra (gê, Gea) e l'Acqua (hydôr, Hydros), avvolta come un serpente col Tempo (Χρόνος, Chronos), oppure avvolta dal serpente (drakonta) che divenne Tempo.
Incorporea, per natura identica ad Adrastea (Ἀδράστεια), con le braccia aperte a contenere ("ne raggiunge i limiti", peráton) tutto il mondo (kosmoi).
Secondo invece Apollonio Rodio (le Argonautiche, 12 ff), Ananke fu generata assieme al Tempo (Chronos) direttamente dal Chaos primordiale.
La si riteneva la madre di Adrastea e, secondo Platone, delle Moire. Inizialmente era identificata con Adrastea stessa.
Secondo Callimaco, era anche la madre di Ida e Amaltea, generate da Melisseo.
Per Omero ed Esiodo appare come la forza che regola tutte le cose, dal moto degli astri ai fatti particolari dei singoli uomini.
Nella mitologia romana, venne chiamata Necessitas ("Inevitabilità"), ma rimase sempre un'allegoria poetica priva di un vero culto. Qualche volta è stata identificata con Dike, la Giustizia e come opposto aveva Tiche, la Fortuna. A Corinto condivideva un tempio con Bia, la Violenza.
I poeti sono concordi nel descriverla come un essere inflessibile e duro.

## In altre culture
Nell'introduzione di Notre Dame de Paris, Victor Hugo scrisse che il romanzo era basato su una presunta incisione in greco maiuscolo, ritrovata in una torre della cattedrale. La parola incisa è, appunto, Ananke. Nelle illustrazioni di Gustave Doré per la poesia Il corvo di Edgar Allan Poe, figura l'immagine di una donna su cui è scritto in caratteri maiuscoli ΑΝΑΓΚΗ, come a voler indicare l'inevitabile morte che attende l'uomo (dal tema centrale quale la morte di Leonora, amante del personaggio principale).